# Tina May
Pour les articles homonymes, voir May.
Tina May, née le 30 mars 1961 à Gloucester et morte le 26 mars 2022 à Leighton Buzzard, est une chanteuse britannique de jazz. Elle a également écrit des textes pour de nombreux standards et compositions originales de jazz.

## Biographie
Tina May passe sa jeunesse à Frampton-on-Severn et a fréquenté Stroud High School.
Elle a enregistré de nombreux albums sous son nom pour le label 33 Jazz Records. Elle a entre autres travaillé avec Tony Coe, Nikki Iles, Stan Sulzmann, Ray Bryant, Enrico Pieranunzi et Patrick Villanueva. Elle se produit sur les scènes mondiales, clubs et festivals, et en particulier au Caveau de la Huchette qui est son Q.G. de cœur.
Passionnée de théâtre depuis toujours, en 2007-2008, elle fait partie de la distribution, dans le rôle-titre, de Lady in the Dark de Kurt Weill, mis en scène par Jean Lacornerie. Totalement bilingue et francophile, elle est connue et reconnue pour ses reprises de chansons françaises, notamment celles d'Édith Piaf qui font l'objet d'un enregistrement, Tina May sings Piaf.
Elle est emportée par la maladie quelques heures après la fin d'un concert de soutien et d'amitié où se produisent ses collègues britanniques et internationaux au Jazz Club Pizza Express de Dean Street : Norma Winstone, Jacqui Dankworth, Ian Mc Kenzie, Ian Shaw, Peter Churchill, Nikki Isle, Karen Sharp, Pauline Atlan, Patrick Villanueva, etc. C'est un hommage à une personnalité lumineuse, une chanteuse hors norme, une musicienne à l'esprit ouvert, une pédagogue chaleureuse, une parolière subtile, et une artiste aussi à l'aise avec tous sur scène que dans la vie.

## Discographie

### En tant que leader
Tina May publie notamment sous le label 33 Jazz Records.
- Never Let Me Go (33 Records, 1992)
- Fun (33 Records, 1993)
- It Ain't Necessarily So (33 Records, 1994)
- Time Will Tell (33 Records, 1995)
- Jazz Piquant avec Tony Coe (33 Records, 1998)
- Change of Sky avec Nikki Iles (33 Records, 1998)
- One Fine Day (33 Records, 1999)
- Live in Paris (33 Records, 2000)
- The Ella Fitzgerald Songbook Revisted avec Lee Gibson, Barbara Jay (Spotlite, 2000)
- I'll Take Romance (Linn, 2003)
- Early May (33 Records, 2004)
- More Than You Know avec Tony Coe, Nikki Iles (33 Records, 2004)
- A Wing and a Prayer (33 Records, 2006)
- Sings the Ray Bryant Songbook (33 Records, 2006)[7]
- Out of the Blue avec Ray Guntrip (rayguntripmusic.com, 2008)
- I Never Told You (33 Records, 2009)
- Tina May Sings Piaf (33 Records, 2011)
- Where You Belong avec Ray Guntrip (rayguntripmusic.com, 2011)
- No More Hanky Panky (33 Records, 2011)
- Troubadours avec Dylan Fowler (33 Records, 2013)
- My Kinda Love (Hep, 2014)
- Home Is Where the Heart Is avec Enrico Pieranunzi (33 Records, 2015)
- Telling Jokes avec Steve Plews (ASC, 2016)
- Cafe Paranoia: Tina May Sings Mark Murphy avec Andy Lutter (33 Records, 2017)
- 52nd Street: Tina May Sings the Songs of Duncan Lamont (33 Records, 2021)

### En tant qu'invitée
- 1994 Transatlantic Airs avec Michael Hashim (33 Jazz)
- 2000 Ellington's Sacred Music avec Stan Tracey Jazz Orchestra & the Durham Cathedral Choir (33 Jazz)
- 2007 Cornucopia 2 avec Humphrey Lyttelton (Caligraph)

### Articles
- (en) Dave Gelly, « More Music », The Observer, 29 avril 1992
- (en) Dave Gelly, « Jazz Releases », The Observer, 31 juillet 1994.
- (en) Hester Lacey, « How We Met: Rory Bremner and Tina May ». The Independent, 13 août 1995.
- (en) Tina May, « Jazz Essentials: Tina May on Carmen McCrae », The Guardian, 1er mars 1996.
- (en) Rosalie Genay, « Tina May Talks to Rosalie Genay », ReVoice, 16 septembre 2013.
- (en) Colin Clarke, « Telling Jokes », Fanfare, mars/avril 2017.